# Картер, Нейтан
Нейтан Кейн Тирон Картер (англ. Nathan Kane Tyrone Carter, родился 28 мая 1990 года) — певец жанра кантри, участник лейбла Decca Records с 2014 года. До подписания контракта с Decca Records, Нейтан был независимым музыкантом, его музыка распространялась лейблом Sharpe Music. Ирландские СМИ называют его одной из самых влиятельных фигур, развивающих ирландское кантри.
По состоянию на июнь 2017 года, Картер выпустил 9 студийных альбомов, 3 концертных альбома и 3 DVD.

## Карьера
Нейтан родился в Ливерпуле, его родители из Ньюри. Он учился в школе епископа Итона в Аллертоне, в Ливерпуле, играл на аккордеоне в возрасте 4 лет на школьном концерте, а в возрасте 10 лет он выиграл титул «All Ireland Title for Traditional Singing». В 18 лет он переехал из Ливерпуля в Ирландию.
Его дебютный альбом «Starting Out» был выпущен в 2007 году, и с тех пор он известен тем, что возродил жанр Ирландского кантри в Ирландии и Великобритании. В 2009 году он объединился с ирландским поэтом-песенником Джоном Фарри.
Его версия «Wagon Wheel», которая была выпущена 15 июня 2012 года, прославила его имя. Она также появилась в аналогично названном альбоме «Wagon Wheel», который также был выпущен в 2012 году. Альбом был коммерчески-успешным, он попал в Топ-3 в ирландском чарте Irish Album Chart. Картер выиграл премию MOBO за лучший сингл в 2016 году за «Wagon Wheel».
Картер выпустил свой студийный альбом «Where I Wanna Be» в августе 2013 года, позже он выпустил ещё один альбом — «Beautiful Life» в 2015 году, провёл большую пиар-кампанию в Великобритании, сопровождающую его британский тур. Оба альбома попали в топы ирландского чарта Irish Albums Chart. «Beautiful Life» стал первым из его альбомов, который был показан в UK Albums Chart.
В конце 2015 года Картер выпустил Beautiful Life At Christmas, переиздание его предыдущих двух альбомов Beautiful Life и Christmas Stuff, а также некоторые песни из предыдущих релизов. Они достигли 5-го места в ирландских чартах.

## Личная жизнь
На протяжении многих лет было много слухов о любовных отношениях Нейтана и певицы Лизы МакХью. В интервью для «The Impartial Reporter» в мае 2012 года Нейтана спросили об этих слухах, тогда он просто ответил: "Я и Лиза знаем друг друга очень много лет и мы отличные друзья" Нейтан в настоящее время не имеет любовных отношений, однако недавно заявил, что он всегда ищет любовь всей своей жизни.

## Выступления
Нейтан появился на ирландском шоу "OPRY an Iúir" на телеканале TG4 в сентябре 2012 года. Это шоу также было показано на BBC Two Northern Ireland. и на BBC ALBA.
В 2013 году Натан появился в 9 эпизоде  программы Ros na Rún на ирландском телеканале TG4.
В декабре 2015 года Нейтан провел The Nathan Carter Show в Мэншн-Хаусе, в Дублине, с такими гостям, как Падди Кейси, Мэри Блэк и Шейрс.

## Благотворительная деятельность
Нейтан является меценатом благотворительной компании Cancer Connect Northern Ireland, направленной на борьбу с раком и другими сложными болезнями.

## Дискография
Студийные альбомы
- Starting Out (2007)
- The Way You Love Me (2010)
- Time of My Life (2011)
- Wagon Wheel (2012)
- Where I Wanna Be (2013)
- Christmas Stuff (2014)
- Beautiful Life (2015)
- Stayin' Up All Night (2016)
- Livin' the Dream (2017)

Концертные альбомы
- The Live Show (2012)
- The Wagon Wheel Show – Live (2014)
- Live at the Marquee (2015)

## Фильмография

### DVD
| №   | Название                                | Длительность |
| --- | --------------------------------------- | ------------ |
| 1.  | «Games People Play»                     |              |
| 2.  | «Buck Owens Medley»                     |              |
| 3.  | «Time of Your Life»                     |              |
| 4.  | «Walk Right Back»                       |              |
| 5.  | «Beatles Medley»                        |              |
| 6.  | «Take Another Little Piece of My Heart» |              |
| 7.  | «Lay Down Beside Me»                    |              |
| 8.  | «From a Jack to a King»                 |              |
| 9.  | «Where Do You Go To (My Lovely)?»       |              |
| 10. | «Long Time Gone»                        |              |
| 11. | «Home to Aherlow»                       |              |
| 12. | «Go Rest High on That Mountain»         |              |
| 13. | «One Night at a Time»                   |              |
| 14. | «Fishing in the Dark»                   |              |
| 15. | «The Town I Loved So Well»              |              |
| 16. | «Party Mix»                             |              |
| 17. | «Irish Medley»                          |              |
| 18. | «One For the Road»                      |              |

| №   | Название                             | Длительность |
| --- | ------------------------------------ | ------------ |
| 1.  | «Welcome to the Weekend»             |              |
| 2.  | «Drift Away»                         |              |
| 3.  | «King of the Road»                   |              |
| 4.  | «Saw You Running»                    |              |
| 5.  | «I Will Love You All My Life»        |              |
| 6.  | «South Australia»                    |              |
| 7.  | «Caledonia»                          |              |
| 8.  | «Tequila Makes Her Clothes Fall Off» |              |
| 9.  | «The Leaving of Liverpool»           |              |
| 10. | «The Broken Road»                    |              |
| 11. | «Ho Hey»                             |              |
| 12. | «Where I Wana Be»                    |              |
| 13. | «Hills of Donegal»                   |              |
| 14. | «Calling Baton Rouge»                |              |
| 15. | «The Town I Loved So Well»           |              |
| 16. | «Rock'n'Roll Medley»                 |              |
| 17. | «Pub crawl»                          |              |
| 18. | «Wagon wheel»                        |              |

| №   | Название                  | Длительность |
| --- | ------------------------- | ------------ |
| 1.  | «Wagon Wheel»             |              |
| 2.  | «Good Time Girls»         |              |
| 3.  | «Beautiful Life»          |              |
| 4.  | «How Sweet It Is»         |              |
| 5.  | «Boat to Liverpool»       |              |
| 6.  | «2 Reels»                 |              |
| 7.  | «Good Morning Beautiful»  |              |
| 8.  | «Bowtie (Instrumental)»   |              |
| 9.  | «Call You Home»           |              |
| 10. | «I Can't Stop Loving You» |              |
| 11. | «Temple Bar»              |              |
| 12. | «South Australia»         |              |
| 13. | «Home to Donegal»         |              |
| 14. | «Thank You»               |              |
| 15. | «Two Doors Down»          |              |
| 16. | «Burning Love/Proud Mary» |              |
| 17. | «You'll Never Walk Alone» |              |
| 18. | «Loch Lomand»             |              |
| 19. | «Irish Rover»             |              |

### Телевидение
- 2012: Opry an Iúir (приглашённый гость)
- 2013: Ros na Rún (1 эпизод)
- 2014: Glór Tíre (наставник Найама Мак-Глинчи)
- 2014: Stetsons and Stilettos (1 эпизод)
- 2015: The Nathan Carter Show (ведущий шоу)

## Внешние ссылки
- Официальный сайт
- Официальный магазин
- Профиль в Facebook
- Профиль в Twitter